# Spirale prezzi-salari

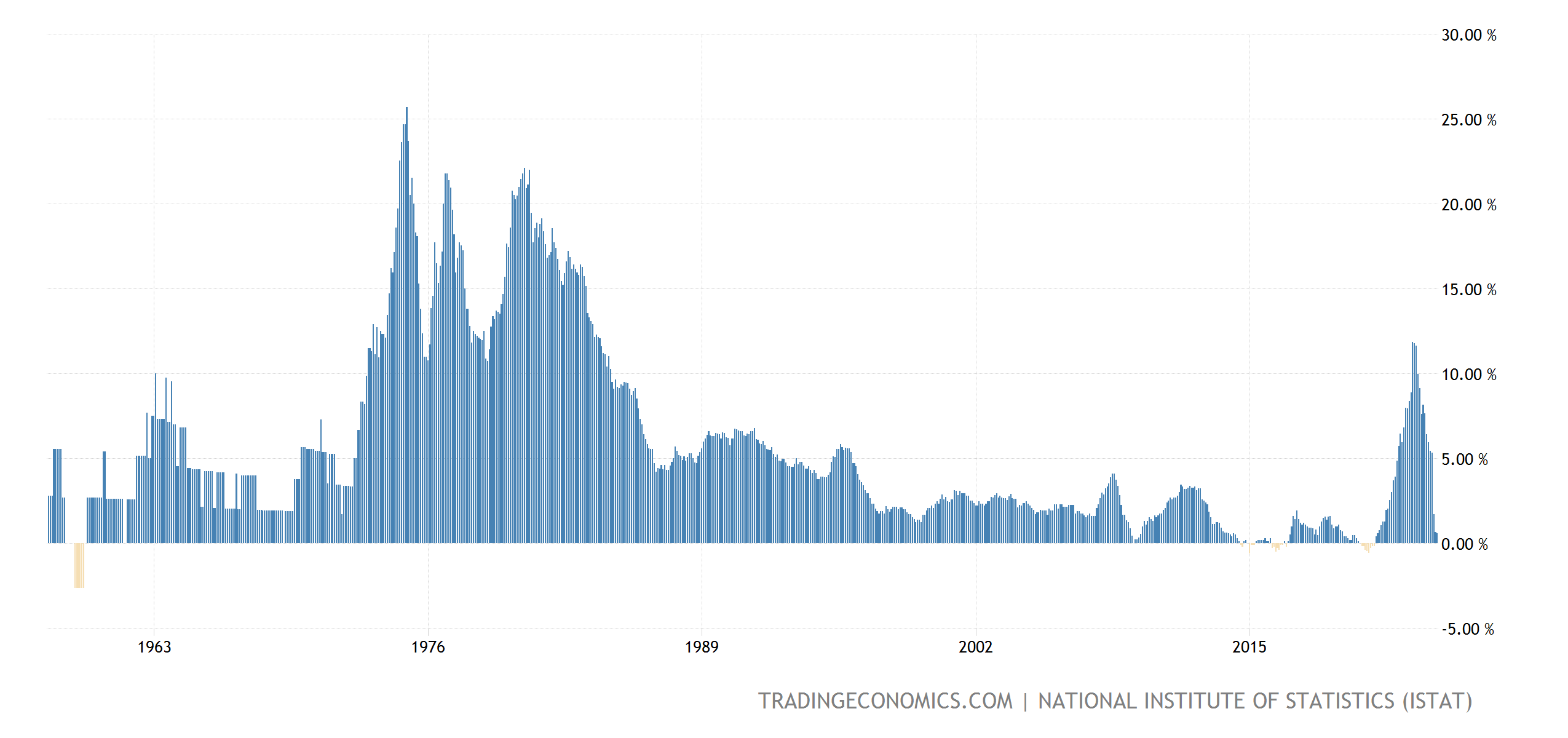
Andamento dell'inflazione, su base mensile, dell'Italia dal 1962 al 2023. L'Italia, così come gli altri paesi occidentali, tra il 1973 e il 1985 soffrì di forte inflazione a doppia cifra a causa delle crisi petrolifere del 1973 e del 1979, rappresentate dai due picchi rispettivi. I governi occidentali preferirono tentare di risolvere la spirale prezzi-salari generatasi a causa della scarsità di petrolio in quegli anni con diverse misure, principalmente volte all'austerity.

La spirale prezzi-salari (o anche inversamente spirale salari-prezzi o spirale inflattiva/inflazionistica) è un processo economico-sociale che porta l'inflazione, generatasi per i più vari motivi, ad autoalimentarsi. Si basa sul concetto che gli aumenti dei salari siano responsabili dell'aumento dei prezzi.

## Descrizione
L'inflazione è un aumento generalizzato dei prezzi dei beni e servizi. A meno di non avere un'indicizzazione dei salari fissata dalla legge (come nel caso di una "scala mobile" stabilita a livello legale), i salari non aumentano di pari passo con i prezzi, per cui vi è una reale diminuzione dei salari reali e del potere d'acquisto. In un ciclo in cui ha una propria importanza fondamentale la dimensione psicologica, ciascuna delle due parti in gioco - i lavoratori da una parte e le imprese dall'altra - si aspetta un aumento del proprio guadagno per poter reggere all'aumento applicata dalla controparte.
Il legame diretto tra aumento dei salari e quello dei prezzi è stato criticato non solo dal mondo della sinistra politica (che lo ritiene un mito per tenere appositamente quanto più bassi possibili i salari dei lavoratori), ma anche da economisti come Milton Friedman, il quale ha affermato che la spirale sia solo un sintomo esterno dell'inflazione, ma non la sua causa, in quanto l'inflazione deriverebbe sempre da un aumento della quantità di denaro disponibile.

### Storia

#### Crisi petrolifere del 1973 - 1985
Nella storia del Novecento, è stata particolarmente significativa la spirale inflattiva generatasi con le crisi petrolifere del 1973 e del 1979 (generatasi la prima per la Guerra del Kippur e la seconda per la Rivoluzione iraniana e alcuni fatti collegati), che portò l'inflazione in vari paesi anche a raggiungere il 15-20% per diversi anni.
Singolare fu la risposta dei governi occidentali a tale fenomeno inflattivo: piuttosto che risolvere la causa primaria (si tentò di arrivare a una soluzione parziale con gli accordi di Camp David del 1978), si puntò molto sul moderare l'inflazione sul fronte interno, applicando un regime di austerità diffusa: in Italia il governo Rumor introdusse l'"austerity" e poi a inizio anni '80 si puntò a una serie di accordi tra le parti sociali (accordo Scotti nel 1983, decreto di San Valentino nel 1984), nella nuova Spagna democratica si giunse ai patti della Moncloa nel 1977 e nei Paesi Bassi nel 1982 all'accordo di Wassenaar.
La reazione maggiore alla spirale inflattiva e alla crisi degli anni '70 avvenne nel mondo anglosassone, dove vinsero prima Margaret Thatcher nel 1979 nel Regno Unito e l'anno dopo Ronald Reagan negli Stati Uniti: costoro rivoluzionarono la politica economica dei loro paesi, fatta di tagli allo stato sociale, di blocchi salariali e di marcato liberismo economico. Queste politiche nel loro insieme vengono comunemente definite "Reaganomics" e ancora oggi influiscono sul modo di condurre la politica economica, specie nelle nazioni anglosassoni.

### Azioni politiche per limitare le spirali inflattive
- Austerity (Italia, 1973-1974)
- Accordo Scotti (Italia, 1983)
- Decreto di San Valentino (Italia, 1984)
- Patti della Moncloa (Spagna, 1977)
- Accordo di Wassenaar (Paesi Bassi, 1982)